# Asthenotricha deficiens
Asthenotricha deficiens là một loài bướm đêm trong họ Geometridae.